# Antoine Charles Louis de Lasalle
Antoine-Charles-Louis, Comte de Lasalle (Metz, 10 de maio de 1775 – Wagram, 6 de julho de 1809) foi um general francês durante as Guerras revolucionárias francesas e as Guerras Napoleônicas. Ele ganhou notoriedade durante sua participação na Guerra da Quarta Coalizão. Ele lutou em diversas frentes e batalhas, incluindo a Batalha de Aspern-Essling, até ser morto em Wagram.

## Infância e Juventude
Antoine Charles Louis de Lasalle nasceu em 10 de maio de 1775 em Metz. Seus pais, Pierre Nicolas de Lasalle d'Augny, um oficial do exército real francês, e Suzanne Dupuy de la Gaule, pertenciam à baixa nobreza.
Seu interesse militar foi demonstrado desde o início. Na idade de onze anos ele entrou no Regiment d'infanterie d'Alsace.
Durante a Revolução, ele foi em 25 de maio de 1791 sub-tenente no 24e régiment de cavalerie (24º regimento de cavalaria). Até então era privilégio da nobreza tornar-se oficial. Mas isso foi abolido em 1792 pela revolução. Por ser nobre, ele perdeu o comando. Mas ele permaneceu leal à França e viajou para Paris, onde se juntou ao batalhão Section des Piques, que pertencia à Guarda Nacional. Em 1793, juntou-se voluntariamente ao “Armée du Nord” no 23e régiment de chasseurs à cheval (caçadores a cavalo). Ao atacar e capturar uma bateria inimiga durante uma batalha à frente de alguns caçadores, um superior o notou e quis promovê-lo, mas Lasalle recusou, pois esta promoção o distanciaria de seus homens.

## Campanha italiana
Em 10 de março de 1795, Lasalle foi promovido a tenente e tornou-se ajudante do general François-Christophe Kellermann. Em 6 de maio de 1795 foi destacado para o exército italiano e promovido a Capitaine em 7 de novembro de 1796. Durante a Batalha de Vicenza em 17 de dezembro de 1796, à frente de 18 cavaleiros, ele atacou 100 hussardos austríacos e os fez fugir.
Como ele explorou atrás das linhas austríacas à procura de Napoleão e foi capaz de obter informações, foi promovido a Chef d'escadron em 6 de janeiro de 1797.

## Campanha do Egito
Depois que a campanha italiana acabou, Lasalle mudou para o Exército do Oriente. Com ela, ele participou da Batalha das Pirâmides em 21 de julho de 1798. Lá ele interrompeu a retirada dos mamelucos. Para isso, foi nomeado por Napoleão para comandar a "22e demi-brigade de chasseurs à cheval". Em seguida, ele foi subordinado a Louis Charles Antoine Desaix e lutou em 11 de agosto de 1798 na Batalha de Salalieh. Na batalha de Rémedieh, ele salvou o General Louis-Nicolas Davout. Pouco depois, ele atacou o líder dos mamelucos Osman Bey e forçou o inimigo a fugir. Ele então lutou em Samanhout e Gehmi e finalmente foi enviado para o Baixo Egito, onde garantiu as comunicações.
Após seu retorno à França, ele foi nomeado comandante do 10e régiment de hussards em 1800 e em uma data desconhecida foi promovido ao general de brigada.
Busto na Galeria da Batalha do Palácio de Versalhes.
Em 30 de dezembro de 1806 foi promovido a general de divisão.

## Morte na Batalha de Wagram
Lasalle caiu em 6 de julho de 1809, no segundo dia da batalha de Wagram, durante um ataque de cavalaria contra o centro das tropas austríacas.